# Соколяне
Соколяне (болг. Соколяне) — село в Болгарии. Находится в Кырджалийской области, входит в общину Кырджали. Население составляет 261 человек.

## Политическая ситуация
В местном кметстве Соколяне, в состав которого входит Соколяне, должность кмета (старосты) исполняет Джевджет Шериф Реджеб (Движение за права и свободы (ДПС)) по результатам выборов правления кметства.
Кмет (мэр) общины Кырджали — Хасан Азис (Движение за права и свободы (ДПС)) по результатам выборов в правление общины.